# Jaroslav Moudrý (Majboroda)
Jaroslav Moudrý (v ukrajinském originále Ярослав Мудрий) je opera o třech dějstvích a osmi obrazech ukrajinského skladatele Heorhije Majborody. Libreto napsal skladatel podle stejnojmenné veršované činohry Ivana Antonovyče Kočerhy (1881–1952) z roku 1944.

## Vznik, historie a charakteristika opery
Hryhorij Majboroda napsal operu Jaroslav Moudrý na počátku 70. let na objednávku kyjevského divadla opery a baletu. Podle skladatelovy choti se Majborodovi do skládání majestátního Jaroslava Moudrého moc nechtělo, přál si raději napsat „lyrického, současného Oněgina“, nicméně nakonec v něm v průběhu tří let (1970–1973) vypracoval svou nejrozměrnější partituru. Právě ve stejné době nezávisle napsal operu podle téhož námětu skladatel Julij Mejtus; jeho dílo (Jaroslav Moudrý) mělo premiéru jako první, roku 1973 v Doněcku, Majborodova opera byla uvedena o dva roky později v kyjevském operním divadle. Po premiéře prý skladatel, který měl za sebou již tři velmi úspěšné opery, prohlásil: „Teprve teď vím, jak se píše opera!“ Žádnou další operu však již do své smrti nenapsal.
Původní Kočerhova hra vznikla v době druhé světové války; podle spisovatele byl její hlavní ideou „vysoký patos boje za jednotu mladého ruského státu, pocity vlastenectví a lásky k rodné zemi“. Ve středu děje stojí postava knížete Jaroslava a Kočerha říká: „Chtěl jsem nahlédnout obraz Jaroslava ve vnitřním konfliktu, v boji obou směrů jeho tvůrčí energie“ (rozumí se Jaroslavovy úlohy bojovníka na jedné straně a budovatele na straně druhé). S výjimkou chrabrého krále Haralda jsou všechny záporné postavy ve hře (i v opeře) Germáni a jsou po zásluze potrestány; Jaroslavovi domácí protivníci (Mykyta, Žurejko) se naopak nakonec stávají zastánci knížete.
Majboroda si napsal své libreto sám, přičemž se velmi úzce přidržoval literární předlohy. Učinil jisté změny, nově vybudoval některé námětové linie, v souladu se svou původní koncepcí zdůraznil lyrické milostné motivy, jejichž nositeli jsou Mykyta, Harald a především princezna Alžběta, především se však ještě více soustředil se na obraz knížete-budovatele, který usiluje o jednotnost národa. Výsledkem byla lyricko-epická opera, v níž mají postavy mnoho prostoru pro projevy a přemítání, ale chybí dramatický děj: většina rozhodujících událostí se odehrává mimo jeviště a je divákovi zprostředkována jen pomocí vypravování. Zejména hlavní postava, veliký kníže Jaroslav, je zobrazen spíše v pasivní úloze než jako hybatel dějů; ve velké řadě monologů (až 10 ariózních míst) je vykreslen jako „mnohostranná osobnost, ale jeho obraz je zkoncentrován do vlastních prožitků, soustředěný na vnitřní bitvy sama se sebou“. V závěru opery dramatické vztahy hrdinů definitivně ustupují epické kresbě: osmý obraz (bitva s Pečeněhy) je podán jako baletní scéna, poslední devátý obraz je vyhrazen statické scéně vítězného jásotu, oplakávání padlého Mykyty a oslavy moudrého panovníka. Problémy opery vystihl I. Mamčur v recenzi pro časopis Muzyka: „V některých epizodách opery byla patrná jistá nesourodost mezi elegickou řečí hrdinů a dramatičností situací. Lyrické směřování opery bohužel často oslabuje působení hlavního dramatického konfliktu, který byl soustředěn na rozvoj obrazů Jaroslava a Mykyty. Přitom samotné drama Jaroslava Moudrého, sociálně-historické osudy Kyjevské Rusi, ustupují do pozadí.“ Dramaturgické řešení opery mělo vliv i na obě pozdější inscenace, které tíhly k pompéznímu řešení postavenému na sledu velkolepých, avšak nehybných obrazů se scénou zaplněnou sborem a statisty, v jejichž středu stojí Jaroslav.
Hudební zpracování Majborodova Jaroslava Moudrého je značně tradiční až konzervativní, ve stylu ruské romantické opery 19. století (Mocná hrstka). Jedná se o číslovou operu, v níž se hrdinové vyjadřují v uzavřených formách árií, arios a ansámblů. Diváka či posluchače upoutává především Majborodovo melodické bohatství. Party hlavních představitelů se vyznačují širokou kantilénností, elegičností často téměř ve stylu romancí (umělých písní); to prohlubuje psychologické vystižení zejména ženských postav (Alžběta, Anna, Džemma, Ingigerd). Objemné a složitě strukturované sborové scény Majboroda dramatizuje pomocí dialogizace jejich faktury. Prostředí staré Rusi je charakterizováno pomocí stylizovaných starocírkevních nápěvů: vyskytují se typické intonace a formule neumového zpěvu, starobylých žalozpěvů nebo naopak oslavných písní. Celistvost díla udržuje skladatel pomocí „tematických oblouků“, které jednotí orchestrální složku opery.
Po původním uvedení byla opera na repertoáru deset let, až do uzavření kyjevského operního divadla pro generální rekonstrukci. Impulsem pro její oživení během této doby byly oslavy 1500. výročí založení města Kyjeva (které je tradičně kladeno do roku 482). V roce 1982 byla rovněž pořízena a vydána gramofonová nahrávka opery. Novou inscenaci připravil mladý režisér Anatolij Solovjanenko roku 2007. Premiéry se účastnil i tehdejší prezident Ukrajiny Viktor Juščenko, inscenaci se však dostalo nemalé kritiky (mj. od vdovy po skladateli Tamary Petrivny Majborodové), přestože byla přivítána jako příspěvek oživení národního repertoáru na operní scéně. Tato inscenace je na repertoáru kyjevské Národní opery dosud (2014).
Klavírní výtah opery vydalo nakladatelství Muzyčka Ukrajina (Музична Україна) roku 1979.

## Osoby a první obsazení
| Úloha                                                    | Hlasový obor | Premiéra (1975)                          |
| -------------------------------------------------------- | ------------ | ---------------------------------------- |
| Jaroslav Moudrý (Jaroslav Mudryj), veliký kníže kyjevský | bas          | Oleksandr Zahrebeľnyj                    |
| Ingigerda, jeho žena                                     | soprán       | Gizella Cypola                           |
| Alžběta (Jelizaveta), jejich dcera                       | soprán       | Nadija Kudelja                           |
| Anna, jejich dcera                                       | mezzosoprán  |                                          |
| Harald (Haraľd), norský bojovník                         | baryton      | Anatolij Mokrenko                        |
| Mykyta, mnich – iluminátor                               | tenor        |                                          |
| Silvestr (Syľvestr), učený mnich                         | bas          | Anatolij Kočerha                         |
| Svičkohas, mnich – písař                                 | bas          |                                          |
| Žurejko, kameník                                         | tenor        | Andrij Iščenko                           |
| Ljudomyr, starý sedlák                                   | bas          |                                          |
| Myluša, jeho dcera                                       | soprán       |                                          |
| Džemma, sicilská dívka                                   | mezzosoprán  | Halyna Tuftina                           |
| Myroslav, kyjevský bojar                                 | baryton      | …                                        |
| Dívka                                                    | soprán       | …                                        |
| David, novgorodský předák                                | tenor        | …                                        |
| Ratybor, novgorodský předák                              | baryton      | …                                        |
| Stemyr, novgorodský předák                               | bas          | …                                        |
| Ulf (Uľf), varjag                                        | baryton      | …                                        |
| Turvald (Turvaľd), varjag                                | baryton      | …                                        |
| Měšťané Kyjeva a Novgorodu, šlechtici, vikingové aj.     |              |                                          |
| Dirigent:                                                | Dirigent:    | Stefan Turčak                            |
| Režie:                                                   | Režie:       | Dmytro Smolyč                            |
| Výprava:                                                 | Výprava:     | Fedor Nirod                              |
| Kostýmy:                                                 | Kostýmy:     | Ally Kryrčenko                           |
| Sbormistr:                                               | Sbormistr:   | Levko Venedyktov a Vladyslav Zhurovs'kyj |

## Děj opery

### 1. dějství
(1. obraz) Ochoz ve dvorci kyjevského knížete Jaroslava Moudrého, 11. století. Za písařskými stolky sedí mnichové-opisovači, v jejichž čele stojí vysoký knížecí hodnostář Silvestr. Mezi mnichy je i Mykyta, syn novgorodského purkmistra Konstantina Dobryniče. Dostal se na Jaroslavův dvůr, aby pomstil uvěznění svého otce knížetem. Jaroslavova dcera Alžběta si se zaujetím prohlíží Mykolovy iluminace. Kouzelný obraz princezny se vtiskne do mladíkova srdce.
Vbíhá Alžbětina sestra Anna. Je rozrušena tím, že se na lovu potkala se smělým bojovníkem. V té chvíli se bojovník objeví na ochozu a zastavuje se, očarován Alžbětinou krásou.
Z chrámu vychází Jaroslavova choť Ingigerda, dcera švédského krále. Je překvapena, když vidí svého krajana, odvážného varjaga Haralda. Ingigerda slibuje, že vyhnanci poskytně útočiště. Harald, zasažený Alžbětinou krásou, vyslovuje princezně svůj obdiv.
Surmy (ukrajinské šalmaje) hlašují návrat knížete. Mykyta je připraven vykonat svou pomstu na Jaroslavovi, ale horoucí cit k Alžbětě jej v poslední chvíli zadrží.
(2. obraz) Jaroslav si v doprovodu Silvestra a Mykyty prohlíží město. Kníže se zajímá o to, jak pokračuje opisování knih. V odpověď na neuctivá slova Mykyty Jarolav objasňuje vážnou a odpovědnou úlohu knížete, který je povinen chránit lid i stát.
Od Dněpru se vrací Alžběta. Objevuje se Harald a vášnivě se vyznává Alžbětě ze svých citů. Jaroslav, který svou dceru hluboce a něžně miluje, zadržuje rytířovo vroucí vyznání: ruskou princeznu nelze vdát za varjaga bez postavení. Radí Haraldovi, aby si dobyl korunu, zemi a slávu, a pak od něj může čekat souhlas se sňatkem. Harald a Alžběta se zdrží o samotě. Chrabrý válečník přísahá, že učiní vše, aby získal princezninu ruku.
Dav rozhněvaných Kyjevanů v čele s kameníkem Žurejkem přivádí svázaného varjaga Turvalda, který chtěl zneuctít Žurejkovu snoubenku Mylušu, ale její bratr se mu postavil a byl Turvaldem zabit. Jaroslav rozkazuje stít varjagovi hlavu, ale na prosbu Alžběty změní trest smrti na peněžitý výkup. Osvobozený varjag se domnívá, že za odevzdané peníze odkoupil i děvče, ale jakmile se k Myluši přiblíží, Žurejko jej zabije a prchá. Za porušení knížecího příkazu čeká mladíka přísný trest.

### 2. dějství
(3. obraz) Jaroslavova komnata. Knížete tíží chmurné myšlenky. Vzpomíná si na úkladny bratra Mstislava, na boj na řece Altě s bratrem Svjatopolkem. Vchází Ingigerda, pyšná a mocichtivá někdejší skandinávská princezna. Pro ni je Rus země, do níž přišla vládnout.
Kněžna přišla prosit za Ulfa, kterého se Jaroslav chystá vyhnat z města za to, že špatně spravoval lid a z bojů nepřinesl kořist. Jaroslav manželčině prosbě odmítne vyhovět. Pobouřená kněžna připomíná Jaroslavovi svůj vznešený původ a vyčítá mu, že v něm koluje krev otrokyně. „Ze všech nebeských darů za největší považuji tuto krev,“ odpovídá Jaroslav. Právě tato krev jej svazuje s lidem.
Objevuje se Myroslav. Přináší novinu o tom, že bývalý novgorodský purkmistr Konstantin Dobrynič chystá spiknutí. Pobouřený Jaroslav káže stát zrádci hlavu.
(4. obraz) Jaroslav Moudrý, Ingigerda, Anna, Silvestr, bojarová a dvořanstvo slavnostně vítají Haralda, který si v bojích a taženích vydobyl norský trůn. Nyní slavný válečník přijel do Kyjeva, aby se stal příbuzným kyjevského knížete. Lid provolává slávu Haraldovi a Alžbětě.
(5. obraz) Mykyta myslí na milovanou Alžbětu, jež se s ním brzy navždy rozloučí. K mladíkovi přicházejí vyslanci z Novgorodu, kteří potají pronikli do Jaroslavova paláce. Upomínají mykytu, že čas pomsty nastal. Ale ten odmítá; porozuměl totiž, že Jaroslav buduje nový stát a pod jeho moudrou vládou vrůstá moc jak Kyjeva, tak i Novgorodu. Stemyr vypráví o tom, jak byl Mykytův otec na Jaroslavův rozkaz zabit v Muromi. Mykyta je touto zprávou zdrcen. Objevuje se Džemma, dívka z Haraldovy družiny, a vyznává Mykytovi lásku. Poznala totiž, že Mykyta není mnich, ale člověk vznešeného původu. Mykyta se rozhoduje pomstít se Jaroslavovi a odchází.
Lenoch a pijan Svičkohas se vlichocuje Džemmě, ale ta se mu vymaní. Žurejko se potají vráil do Kyjeva. Prosí Svičkohase, aby přivolal Mylušu. Svičkohas se rozhoduje Žurejka neprozradit, i když jej kníže rozkázal potrestat. Objevují se Ingigerda a Ulf. Ukrytý Žurejko se z hovoru dozvídá o jejich spolčení proti Jaroslavovi. Ingigerda totiž touží po úplné vládě nad Rusí.
Myluša přispěchá na schůzku se svým milým. Žurejko dívku prosí, aby jej dovedla ke knížeti, aby mu mohl prozradit chystané spiknutí. Ale Ulf zaslechl Žurejkův záměr a spolu se svými zbrojnoši se jej zmocní. Myluša běží pro pomoc, ale Ulf ji zabíjí. Odevšad se sbíhaí lidé. Žurejko odhaluje jaroslavovi spolčení mezi Ingigerdou a Ulfem. Kníže rozkazuje Ulfa zajmout a Ingigerdu zavřít do kláštera, Žurejkovi pak nabízí místo ve své družině. Lid oplakává smrt nešťastné Myluši.

### 3. dějství
(6. obraz) Uběhly roky. Jaroslav Moudrý se stal jediným vládcem kyjevské Rusi. Přijímá vyslance sousedních říší. Kníže jim vypráví o velikosti a moci ruské země. Kníže přitom nese hluboký žal: jeho oblíbená dcera Alžběta zemřela v Norsku. Mykyta vypráví Jaroslavovi o Alžbětiných posledních chvílích, o jejím stestku po rodné zemi, slunečném a světlém Kyjevě.
Vbíhá Myroslav. Přináší zprávu o útoku Pečeněhů na Kyjev. Jaroslav vydává rozkaz připravit se k obraně. Objevuje se též Žurejko, který v okamžiku, kdy se dozvěděl o pěčeněžském vpádu, pobýval v Novgorodě a přivedl odtamtud posily. Když se to doslechne Mykyta, vyčítá Jaroslavovi, že dal zabít jeho otce: „Znovu tě Novgorod zachrání v nouzi, abys pak jeho nejlepší lidi odsoudil za věrnost jako za zločin!“
Rozhněvaný Jaroslav chce Mykytu zabít, ale Džemma rázně zastavuje knížete a prozrazuje mu, že Mykyta je Konstantinův syn. Zasažený Jaroslav upouští od svého záměru. Myroslav a Silvestr mu přinášejí štít a meč: nastal čas bránit Rus.
(7. obraz) V těžkém boji získává vojsko knížete Jaroslava rozhodující vítězství nad Pečeněhy.
(8. obraz) Lid radostně vitá Jaroslava Moudrého.

## Diskografie
- 1982 (Мелодия, 3LP) Zpívají (Jaroslav) Vasyl' Manolov, (Inhilherda) Ljudmyla Kravčenko, (Jelizaveta) Iryna Zacharko, (Anna) Viktoryna Martyrosova, (Haraľd) Anatolij Mokrenko, (Mykyta) Vasyľ Treťjak, (Syľvestr) Anatolij Kočerha, (Svičkohas) Volodymyr Losyc'kyj, (Žurejko) Andrij Iščenko, (Ljudomyr) Ivan Černej, (Myluša) Marija Stefjuk, (Džemma) Halyna Tuftyna, (Myroslav) Vjačeslav Lupalov, (dívka) Marija Kyryševa, (David) Vasylyj Hrynenko, (Ratybor) Vasylyj Herasymčuk, (Stemyr) Oleksandr Čuliju-Zahraj, (Uľf) Stepan Matvejev, (Turvaľd) Volodymyr Losyc'kyj). Sbor a orchestr Kyjevského státního akademického divadla opery a baletu T. H. Ševčenka řídí Stefan Turčak.